# Мак-Кинли, Уильям
Уи́льям Мак-Ки́нли — младший (англ. William McKinley Jr.; 29 января 1843, Найлс, штат Огайо, США — 14 сентября 1901, Буффало, штат Нью-Йорк, США) — американский политический и государственный деятель; 25-й президент Соединённых Штатов Америки (1897—1901), представитель Республиканской партии. Мак-Кинли был последним президентом США XIX века и первым президентом США XX века, а также последним президентом США, участвовавшим в Гражданской войне.

## Биография

### Происхождение и ранние годы жизни
Уильям Мак-Кинли-младший родился 29 января 1843 года в городе Найлс, штат Огайо, в семье Уильяма Мак-Кинли-старшего (1807—1892) и Нэнси Кэмпбелл Эллисон (1809—1897). Семейство Мак-Кинли имело английское и шотландско-ирландское происхождение и поселилось в западной Пенсильвании в XVIII веке. Их предком-иммигрантом был Дэвид Мак-Кинли, родившийся в Дервоке, графство Антрим, на территории современной Северной Ирландии.

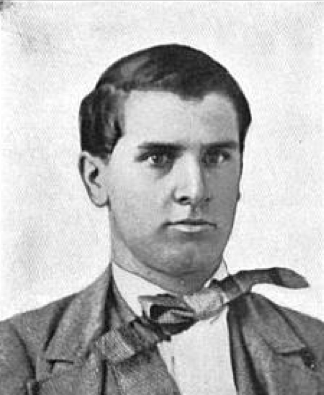
Уильям в возрасте 15 лет, 1858 г.

Семья Мак-Кинли-старшего переехала в Огайо, когда ему было два года, и поселилась в Нью-Лисбоне. Там он познакомился с Нэнси Эллисон, и позже они поженились. Семья Эллисон была в основном английского происхождения и входила в число первых поселенцев Пенсильвании. Семейным ремеслом с обеих сторон было литейное производство. Мак-Кинли-старший управлял литейными заводами в Лисбоне, Найлсе, Поланде и в Кантоне. Семья Мак-Кинли, как и многие жители Западного резервного района Огайо, была пропитана виггистскими и аболиционистскими взглядами.
В 1852 году семья Мак-Кинли переехала из Найлса в Поланд, чтобы их дети могли посещать лучшие школы города. Окончив Поландскую семинарию в 1859 году, Уильям поступил в Аллегейни-колледж в Мидвилле, штат Пенсильвания. Он был почётным членом братства «Сигма-Альфа-Эпсилон». Он оставался в колледже в течение одного года, вернувшись домой в 1860 году после того, как заболел и впал в депрессию. Он также учился в Университете Маунт Юнион в Аллайанс, штат Огайо, где стал членом совета (board member). Несмотря на то, что его здоровье восстановилось, семейные финансы пришли в упадок, и Мак-Кинли не смог вернуться в Аллегейни. Он начал работать почтовым клерком, а позже устроился преподавателем в школу недалеко от Поланда.

### Начало карьеры
Дослужился до чина майора во время войны Севера и Юга, потом занимался адвокатурой в городе Кантон, штат Огайо. Практика Уильяма была достаточно успешной, ввиду чего он купил квартал зданий на главной улице в Кантоне, что обеспечило ему небольшой, но стабильный доход от аренды на десятилетия вперёд. Когда его армейский друг Ратерфорд Б. Хейс был выдвинут на пост губернатора в 1867 году, Мак-Кинли выступил с речами от его имени в округе Старк, что стало его первым шагом в политику. Округ был тесно разделён между демократами и республиканцами, но Хейс одержал победу в том году во всём штате. В 1869 году Мак-Кинли баллотировался на должность прокурора округа Старк, которую исторически занимали демократы, и был неожиданно избран. Когда Мак-Кинли баллотировался на переизбрание в 1871 году, демократы выдвинули кандидатуру в лице Уильяма Линча, в ходе чего Мак-Кинли потерпел поражение со 143 голосами.
Во время развития профессиональной карьеры Мак-Кинли ухаживал за Идой Сакстон, дочерью известной семьи города Кантон. Они поженились 25 января 1871 года в недавно построенной первой пресвитерианской церкви Кантона. Вскоре Ида присоединилась к методистской церкви своего мужа. Их первый ребёнок, Кэтрин, родился на Рождество 1871 года. Вторая дочь супругов, Ида-младшая, родилась в 1873 году, но умерла в том же году. Из-за этого жена Мак-Кинли впала в глубокую депрессию, и её здоровье, которое и так никогда не было крепким, пошатнулось. Два года спустя Кэтрин умерла от брюшного тифа. Ида так и не оправилась после смерти своих дочерей, и у самого Уильяма больше не было детей. Примерно в то же время у Иды Мак-Кинли развилась эпилепсия, и она сильно зависела от присутствия своего мужа. Он оставался преданным мужем и заботился о медицинских и эмоциональных потребностях своей жены до конца своей жизни.
В 1877 году Мак-Кинли был избран в конгресс, где принадлежал к Республиканской партии и отстаивал крайний протекционизм. В 1890 году предложил так называемый «билль Мак-Кинли», состоящий собственно из двух отдельных, но преследующих одну цель законопроектов: McKinley Administrative Bill, вступивший в силу 1 августа 1890 года, и McKinley Tariff (Tariff Act of 1890), вступивший в силу 6 октября того же года. «Билль Мак-Кинли» вызвал сильное неудовольствие в среде Демократической партии; его непопулярность помогла демократам одержать блестящую победу на выборах в палату представителей в ноябре 1890 года, а через два года — провести на пост президента своего сторонника, Гровера Кливленда; в 1894 году они добились понижения таможенных пошлин. Сам Мак-Кинли приобрёл, однако, значительный авторитет в рядах своей партии; в 1891 году он был избран губернатором Огайо.

### Выборы 1896 года
Неясно, когда Уильям Мак-Кинли начал серьёзно готовиться к президентским выборам. Как отметил историк Кевин Филлипс, «никакие документы, никакие дневники, никакие конфиденциальные письма к Марку Ханне не содержат его тайных надежд или завуалированных хитростей». С самого начала в подготовке Мак-Кинли к посту президента участвовал Ханна; биограф Уильям Т. Хорнер отметил: «Что, безусловно, верно, так это то, что в 1888 году эти двое мужчин начали развивать тесные рабочие отношения, которые помогли Мак-Кинли занять место в Белом доме». Опираясь на деньги Ханны и организационные навыки, Мак-Кинли незаметно добился поддержки президентских выборов в 1895 и начале 1896 годов. Когда другие претенденты, такие как сенатор Айовы Уильям Эллисон, послали агентов за пределы своих штатов, чтобы организовать республиканцев в поддержку их кандидатур, они обнаружили, что агенты Ханны опередили их. Ханна от имени Мак-Кинли встретился с политическими боссами восточной республиканской партии, такими как сенаторы Томас Платт от штата Нью-Йорк и Мэттью Куэй от Пенсильвании, которые были готовы гарантировать выдвижение Мак-Кинли в обмен на обещания относительно покровительства и должностей. Мак-Кинли, однако, был полон решимости получить номинацию, не заключая сделок, и Ханна принял это решение.
К 16 июня 1896 года, когда в Сент-Луисе начался национальный съезд, у Мак-Кинли было подавляющее большинство делегатов. Тот будучи в Кантоне внимательно следил за событиями на съезде по телефону и смог услышать часть речи Форакера, в которой он выдвигал свою кандидатуру по линии. Когда Огайо был достигнут в ходе переклички штатов, его голоса дали Мак-Кинли номинацию, которую он отпраздновал, обняв жену и мать, когда его друзья покинули дом, ожидая первыми из многих толп, собравшихся у дома кандидата от республиканцев. В тот вечер тысячи сторонников приехали из Кантона и близлежащих городов, чтобы послушать, как Мак-Кинли говорит со своего крыльца. Съезд выдвинул кандидатуру заместителя председателя Республиканского комитета Нью-Джерси Гаррета Хобарта на пост вице-президента, выбор, фактически сделанный, по мнению большинства, Ханной. Хобарт не был широко известен, но, как отметил биограф Ханны Герберт Кроли, «если он мало что сделал для укрепления билета, он ничего не сделал, чтобы ослабить его».
До съезда республиканцев Мак-Кинли был «жучком» в валютном вопросе, выступая за умеренные позиции по серебру, такие как достижение биметаллизма по международному соглашению. В последние дни перед съездом Мак-Кинли выслушав политиков и бизнесменов, решил, что платформа должна одобрить золотой стандарт, хотя он должен допускать биметаллизм за счет координации с другими странами. Принятие платформы привело к тому, что некоторые западные делегаты во главе с сенатором от Колорадо Генри Муром Теллером покинули съезд. Однако по сравнению с демократами разногласия республиканцев по этому вопросу были невелики, тем более что Мак-Кинли пообещал будущие уступки сторонникам серебра. Плохие экономические времена продолжались и укрепляли руку и ногу сил за бесплатное серебро. Этот вопрос сильно расколол Демократическую партию; президент Гровер Кливленд твёрдо поддерживал золотой стандарт, но всё большее число сельских демократов хотели серебра, особенно на Юге и Западе. Сторонники серебра взяли под контроль Национальный съезд демократической партии 1896 года и выбрали Уильяма Дженнингса Брайана в качестве кандидата в президенты США; он наэлектризовал делегатов своей речью с Золотым крестом. Финансовый радикализм Брайана шокировал банкиров, так как они думали, что его инфляционная программа обанкротит железные дороги и разрушит экономику. Ханна обратился к ним за поддержкой его стратегии победы на выборах, и они выделили 3,5 миллиона долларов на выступления и более 200 миллионов брошюр, пропагандирующих позицию республиканцев по денежным и тарифным вопросам.

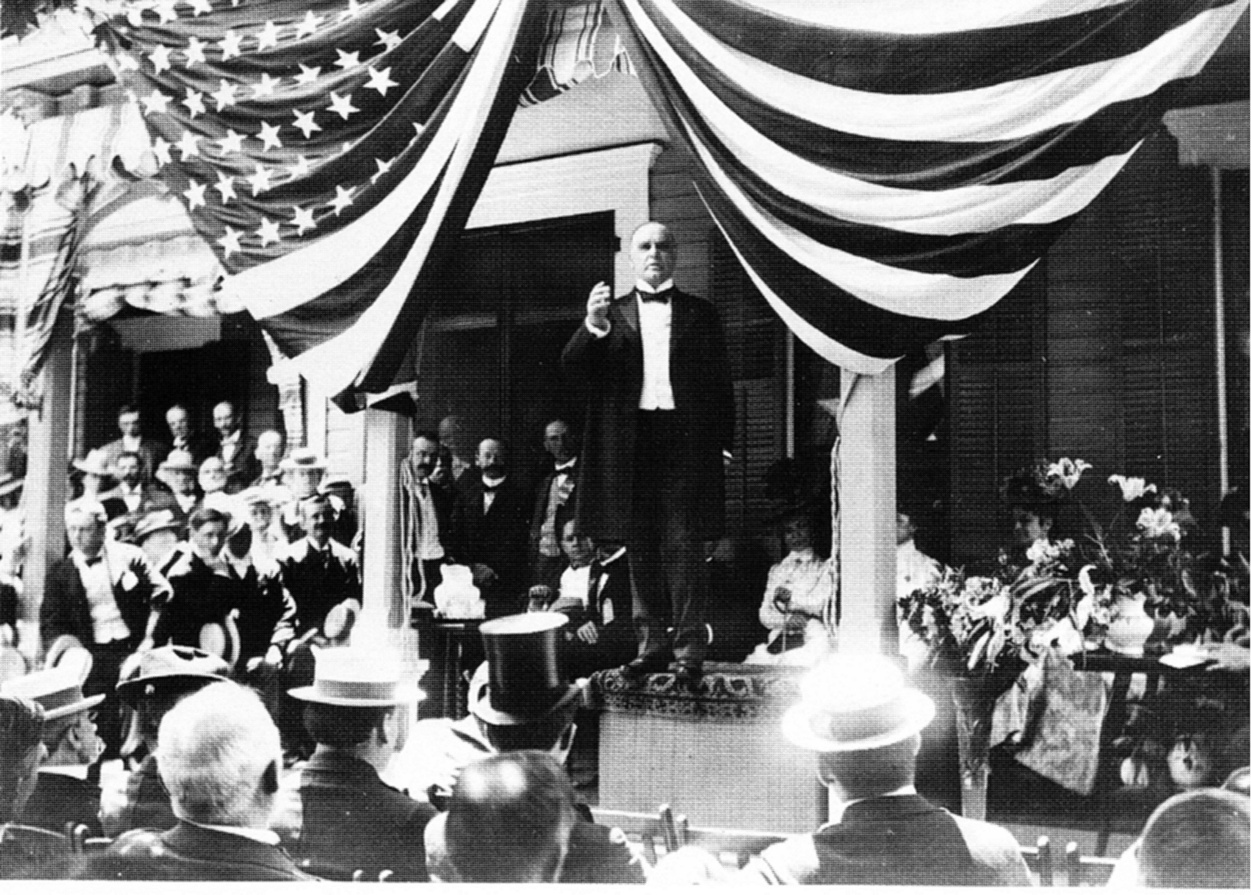
Предвыборная кампания Мак-Кинли в его доме в Кантоне, 1896 г.

Затраты предвыборной кампании Брайана составили не более 500 000 $. Благодаря своему красноречию и юношеской энергии, которые были его главными достоинствами в гонке, Брайан решил совершить беспрецедентный политический тур на поезде. Ханна призвал Мак-Кинли сопоставить тур Брайана с его собственным, однако кандидат отказался на том основании, что демократ был лучшим оратором: «Я мог бы с таким же успехом установить трапецию на своей лужайке перед домом и соревноваться с каким-нибудь профессиональным спортсменом, чем выступать против Брайана. Я должен думать, когда говорю». Вместо того, чтобы идти к людям, Мак-Кинли оставался дома в Кантоне и позволял людям приходить к нему.
Полем битвы двух кандидатов оказался Средний Запад; Юг и большая часть Запада были уступлены Брайану, северо-восток считался наиболее безопасным для Мак-Кинли после того, как штаты Мэн и Вермонт, проголосовавшие досрочно, поддержали его в сентябре.
К тому времени стало ясно, что общественная поддержка серебра уменьшилась, и Мак-Кинли начал подчёркивать проблему тарифов. К концу сентября республиканцы прекратили печатать материалы по вопросу о серебре и полностью сосредоточились на вопросе о тарифах. 3 ноября 1896 года состоялись выборы, на которых Мак-Кинли выиграл весь Северо-восток и Средний Запад; он набрал 51 % голосов и достаточное большинство в коллегии выборщиков. Брайан полностью сосредоточился на проблеме серебра и не обращался к городским рабочим. Избиратели в городах поддержали Мак-Кинли; единственным городом за пределами Юга с населением более 100 000 человек, который поддерживал Брайан, был Денвер, штат Колорадо.

### Президентство

#### Первый срок

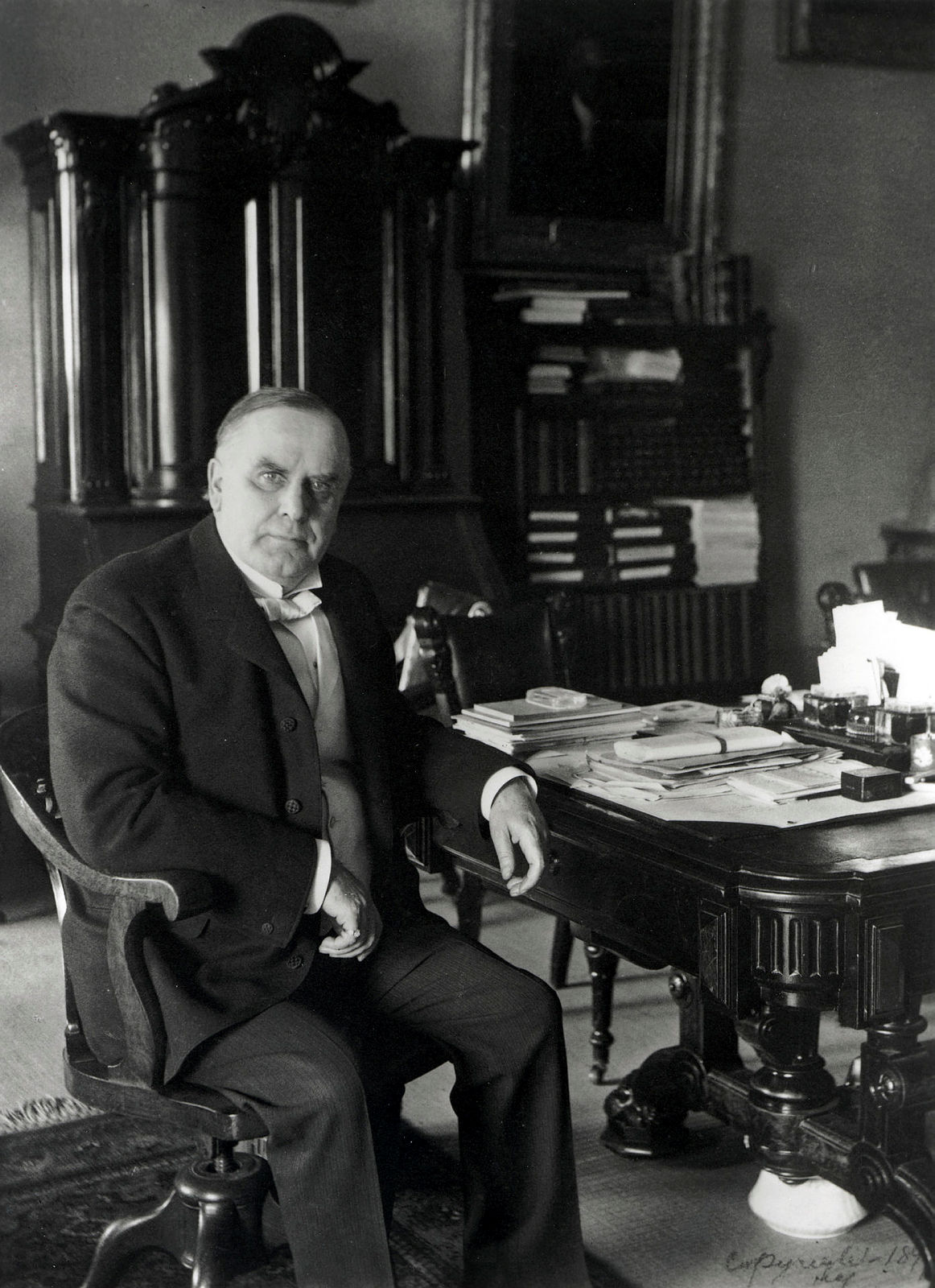
Мак-Кинли в Комнате договоров, 1897 г.

Мак-Кинли был приведён к присяге в качестве президента 4 марта 1897 года на глазах у своей жены и матери. Новый президент выступил с пространной инаугурационной речью; он призвал к реформе тарифов и заявил, что вопрос о валюте придется отложить до принятия тарифного законодательства. Он также предостерёг от иностранного вмешательства: «Мы не хотим захватнических войн. Мы должны избегать соблазна территориальной агрессии».
Время президентства Мак-Кинли было эпохой расцвета империализма и протекционизма. В 1898 году Соединённые Штаты вели войну с Испанией, закончившуюся оккупацией Кубы, а в скором времени и Филиппин с Пуэрто-Рико. Также были аннексированы Гавайи и провозглашён отказ США от изоляционизма (доктрины Монро) и начало их экспансии в Восточное полушарие. В 1897 году созвал специальную сессию Конгресса США для повышения таможенного тарифа до 57 %. В марте 1900 года ввёл золотой стандарт.

#### Выборы 1900 года

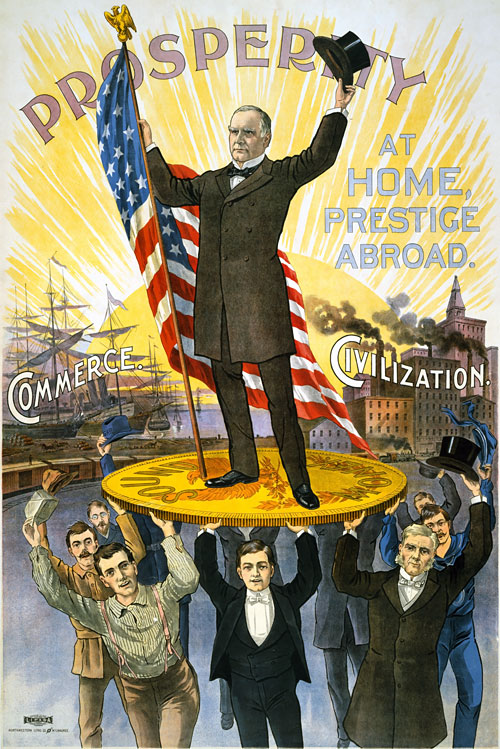
Предвыборный плакат 1900 года на тему восстановления процветания Америки

Республиканцы в целом добились успеха на выборах в штатах и местных выборах по всей стране в 1899 году, и Мак-Кинли с оптимизмом оценивал свои шансы на переизбрание в 1900 году. Популярность Мак-Кинли в его первый срок гарантировала ему переизбрание на второй срок. Единственный вопрос о республиканском билете касался выдвижения в вице-президенты; Мак-Кинли нуждался в новом напарнике, так как Хобарт умер в конце 1899 года. Мак-Кинли изначально отдавал предпочтение Элиу Руту, но в итоге Мак-Кинли решил, что Рут слишком хорошо справляется с работой в Военном министерстве, чтобы смещать его. Он рассматривал других выдающихся кандидатов, например, Корнелиуса Блисса, но ни один из них не был так популярен, как восходящая звезда Республиканской партии Теодор Рузвельт. После работы помощником министра военно-морского флота Рузвельт ушёл в отставку и создал кавалерийский полк; они храбро сражались на Кубе, и Рузвельт вернулся домой, покрытый славой. Будучи губернатором Нью-Йорка Рузвельт положил глаз на президентство. Многие сторонники рекомендовали его Мак-Кинли на второе место в списке, и Рузвельт считал, что это станет отличной ступенькой к президентству в 1904 году. Мак-Кинли оставался незамеченным на публике, но Ханна был категорически против назначения на данную должность губернатора Нью-Йорка, так как счёл его чрезмерно импульсивным; его позиция была подорвана усилиями политического босса и сенатора от Нью-Йорка Томаса Платта, который, не одобряя программу реформ Рузвельта, стремился отодвинуть губернатора в сторону, сделав его вице-президентом. Когда в июне того года в Филадельфии начался съезд Республиканской партии, ни один кандидат в вице-президенты не получил подавляющей поддержки, но Рузвельт получил самую широкую поддержку со всей страны. Мак-Кинли подтвердил, что выбор принадлежал съезду, а не ему. 21 июня Мак-Кинли был единогласно переизбран и, с неохотного согласия Ханны, Рузвельт был выдвинут на пост вице-президента при первом голосовании. Съезд Демократической партии собрался в следующем месяце в Канзас-Сити и выдвинул кандидатуру Уильяма Дженнингса Брайана, организовав матч-реванш выборов 1896 года.
Кандидаты были теми же, но проблемы кампании изменились: свободное серебро по-прежнему волновало многих избирателей, но республиканцы сосредоточились на победе в войне и процветании дома, поскольку, по их мнению, проблемы благоприятствовали их партии. Демократы знали, что война была популярной, даже если проблема империализма была менее очевидной, поэтому они сосредоточились на проблеме трастов и корпоративной власти, изображая Мак-Кинли как слугу капитала и крупного бизнеса. Как и в 1896 году, Брайан отправился в турне по стране, в то время как Мак-Кинли остался дома, на этот раз произнеся только одну речь для принятия его кандидатуры. Рузвельт стал основным спикером кампании, и Ханна помог им, работая над урегулированием забастовки шахтеров в Пенсильвании. Кампания Брайана не смогла взволновать избирателей, как это было в 1896 году, и Мак-Кинли не сомневался, что будет переизбран. 6 ноября 1900 года он оказался прав, одержав крупнейшую победу для любого республиканца с 1872 года. Брайан одержал победу только в четырёх штатах на Западе, и Мак-Кинли выиграл даже родной штат Брайана Небраска.

#### Второй срок
Вскоре после его второй инаугурации 4 марта 1901 года Уильям и Ида Мак-Кинли предприняли шестинедельное турне по стране. Путешествуя в основном по железной дороге, Мак-Кинли должны были проехать с юга на юго-запад, а затем вверх по Тихоокеанскому побережью и снова на восток, чтобы завершить визит 13 июня 1901 года на Панамериканскую выставку в Буффало, штат Нью-Йорк. Однако Первая леди заболела в Калифорнии, из-за чего её муж ограничил свои публичные мероприятия и отменил серию выступлений, которые он планировал произнести, призывая к взаимной торговле. Он также отложил визит на выставку до сентября, планируя провести месяц в Вашингтоне и два в Кантоне до визита в Буффало.
В 1901 году Томас Эдисон снял короткометражку «Кадры инаугурации президента Мак-Кинли».

#### Убийство
6 сентября 1901 года на панамериканской выставке в Буффало президент был ранен американским анархистом Леоном Франком Чолгошем. Первая пуля убийцы, стоявшего буквально в метре от президента, отскочила от пуговицы его смокинга, не причинив ему никакого вреда. Но вторая пуля попала в живот, повредила внутренние органы и застряла в спине (на вскрытии её не нашли). Мак-Кинли, видя, что охрана избивает пойманного на месте убийцу, тихим голосом успел сказать: «Полегче с ним, ребята».

Иллюстрация убийства Мак-Кинли

#### Лечение
Через несколько дней после нападения и своевременной операции здоровье Мак-Кинли немного улучшилось. Члены кабинета Мак-Кинли, которые поспешили в Буффало, услышав данные новости, разошлись, а вице-президент Теодор Рузвельт отправился в поход на Адирондак. Однако через неделю после ранения, 13 сентября, состояние Мак-Кинли ухудшилось. Несмотря на это, некоторые врачи надеялись, что Мак-Кинли выживет с ослабленным сердцем, но к полудню они поняли, что всё безнадёжно. Врачи не знали, что на стенках его живота образовывалась гангрена, медленно отравляющая кровь. Мак-Кинли весь день то приходил в сознание, то терял его; когда бодрствовал, он был образцовым пациентом. К вечеру сам Мак-Кинли понимал, что умирает: «Это бесполезно, джентльмены. Я думаю, нам следует помолиться». Родственники и друзья президента собрались вокруг смертного одра. Миссис Мак-Кинли рыдала над мужем: «Я тоже хочу уйти. Я тоже хочу уйти». На это Уильям ответил: «Мы все уходим, мы все уходим. Будет исполнена воля Бога, а не наша», и из последних сил обнял её. Последними его словами были первые строки гимна «Ближе, Господь, к Тебе».
14 сентября 1901 года, в 2:15 ночи президент Мак-Кинли скончался от осложнений раневой инфекции. Теодор Рузвельт помчался обратно в Буффало, где принял президентскую присягу, став преемником Мак-Кинли. Леон Чолгош был казнён 29 октября 1901 года на электрическом стуле. Его последними словами были: «Я убил президента, потому что он был врагом хороших людей — хороших работящих людей. Мне не стыдно за своё преступление… Мне жаль, что мне не дали повидаться с отцом».
Смерть Мак-Кинли вызвала всеобщее негодование и скорбь американцев; газеты того времени полны сравнений «павшего Вождя», «мученика» с Линкольном, Гарфилдом и даже Христом. С другой стороны, анархистка Эмма Гольдман сравнила поступок Чолгоша с тираноубийством, совершённым Брутом.

### Похороны

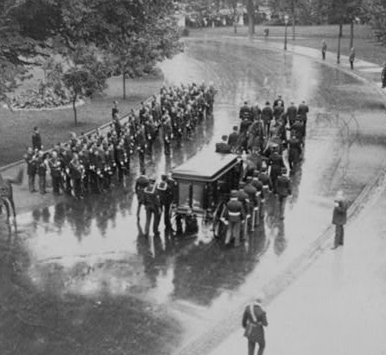
Катафалк с Уильямом Мак-Кинли выезжает из Белого дома

Гроб Мак-Кинли был изначально доставлен на поезде из Буффало в Вашингтон, где состоялось публичное прощание с президентом в Ротонде Капитолия на котором присутствовали около ста тысяч человек. 18 сентября 1901 года гроб с телом Мак-Кинли был доставлен в Кантон, где в Первой методистской церкви была проведена панихида. Затем гроб был запечатан и доставлен в собственный дом Мак-Кинли, где его родственники простились с ним. Затем его тело временно захоронили на кладбище Вест-Лоун, чтобы дождаться окончание строительства мемориала Мак-Кинли, которое предполагалось начать уже тогда.
Было широко распространено мнение, что вдова президента — Ида Мак-Кинли ненадолго переживёт своего мужа; один друг семьи заявил когда Мак-Кинли умирал, что следовало бы подготовиться сразу к двойным похоронам. Однако этого не произошло и бывшая первая леди сама сопровождала тело мужа в траурном поезде. Её сочли слишком слабой, чтобы посещать прощальные службы в Вашингтоне и Кантоне, при этом она стояла, прислушиваясь у двери, когда в их доме в Кантоне была организована поминальная служба. Вдова осталась жить в Кантоне оставшуюся часть своей жизни, создав домашний мемориал мужу и часто посещая его склеп, вплоть до своей смерти в возрасте 59-ти лет, случившейся 26 мая 1907 года. Она умерла всего за несколько месяцев до завершения строительства большого мраморного мемориала Мак-Кинли в Кантоне, который был открыт президентом Теодором Рузвельтом 30 сентября 1907 года. Уильям и Ида Мак-Кинли, а также их ранее умершие дочери, были похоронены в этом мемориале на вершине холма с видом на Кантон.

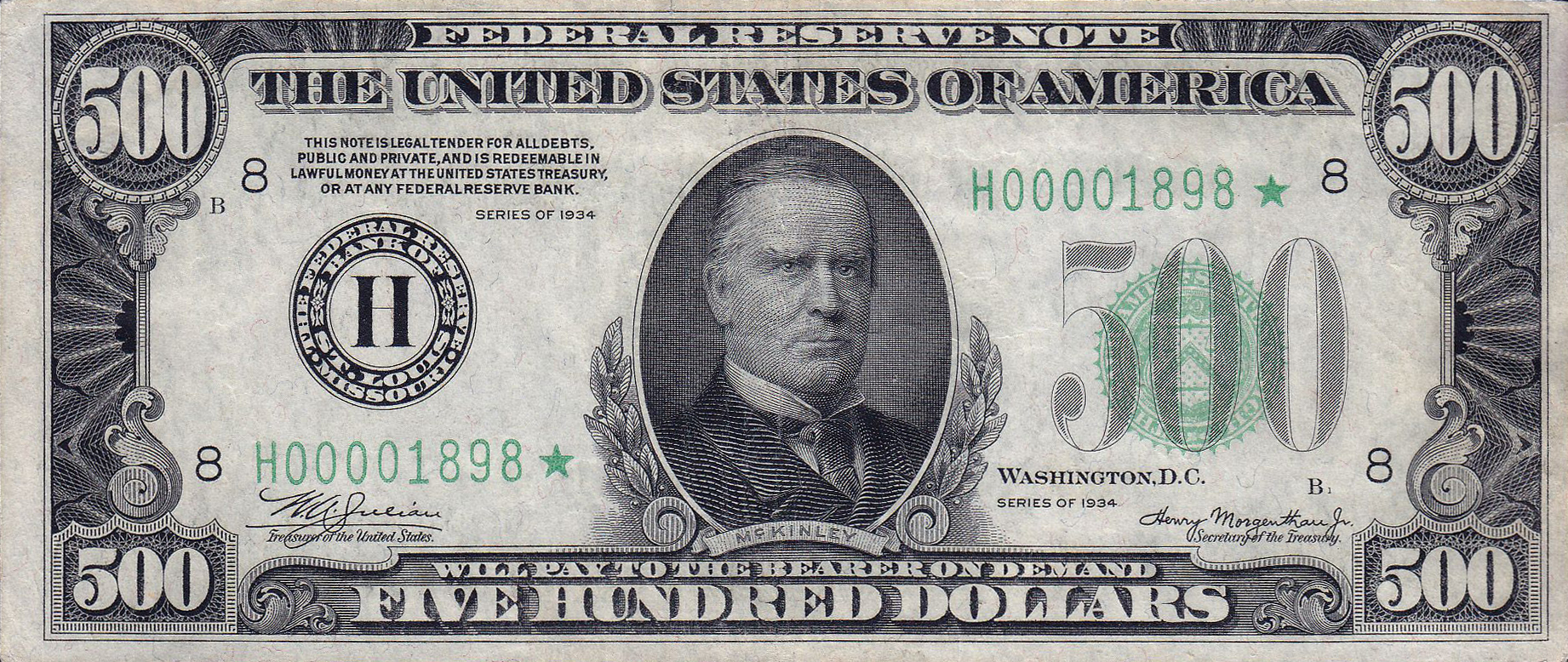
500 долларов 1934 года (сейчас вышла из обращения)

## Память
В честь президента Мак-Кинли в 1896 году была названа гора Денали на Аляске, высочайшая точка Северной Америки. В 2015 году федеральные власти США вернули индейское название Денали, но в 2025 году вновь назвали её горой Мак-Кинли. Сразу после убийства появлялось предложение переименовать в честь Мак-Кинли Филиппины, которые стали американской колонией в период его президентства, но оно не имело широкой поддержки. Имя Мак-Кинли также носят округ, библиотеки, школы, улицы и другие объекты. Портрет президента Мак-Кинли размещён на 500-долларовой банкноте, ныне вышедшей из обращения.